# 목탁가오리과
목탁가오리과(Platyrhinidae)는 매가오리목에 속하는 연골어류과의 하나이다. 등쪽 중앙에는 한줄로 혹같은 돌기가 배열되어 있으며, 영어명 "thornbacks"은 이 때문에 붙여졌다. 겉모습은 가래상어류를 닮았지만, 매가오리류와 더 밀접한 관련을 갖고 있다. 목탁가오리 등을 포함하고 있다.

## 하위 분류
- Platyrhina J. P. Müller & Henle, 1838
  - Platyrhina hyugaensis Iwatsuki, Miyamoto & Nakaya, 2011
  - 목탁가오리(Platyrhina sinensis) Bloch & J. G. Schneider, 1801
  - Platyrhina tangi Iwatsuki, J. Zhang & Nakaya, 2011
- Platyrhinoidis Garman 1881
  - Platyrhinoidis triseriata D. S. Jordan & Gilbert, 1880